# D (álbum)
D é o primeiro álbum ao vivo dos Paralamas do Sucesso, lançado em 1987. Foi gravado em julho de 1987 no Festival de Jazz de Montreux na Suíça.
O álbum conta já com o apoio de João Fera nos teclados e a participação especial de George Israel no saxofone em "Ska". Também apresenta duas músicas inéditas como "Será Que Vai Chover?" e a regravação de "Charles, Anjo 45", de Jorge Ben Jor, além de clássicos da banda. Apesar de ter sido uma apresentação fora do Brasil, a banda foi bem recebida e teve uma plateia bem receptiva.

## Faixas
1. Será Que Vai Chover?
2. Alagados
3. Ska (ft. George Israel)
4. Óculos
5. O Homem
6. Selvagem
7. Charles, Anjo 45
8. A Novidade
9. Meu Erro
10. Será Que Vai Chover? (bônus)

## Formação[1]
- Herbert Vianna – Guitarra e Voz
- Bi Ribeiro - Baixo
- João Barone - Bateria
- João Fera – Teclado
- George Israel - Saxofone em "Ska"

1. ↑  «D (1987) – Os Paralamas do Sucesso». Consultado em 23 de novembro de 2024